# Sweyn II di Danimarca
Sweyn II Estridsson Ulfsson (1018 circa – 28 aprile 1076) fu re di Danimarca dal 1047 al 1076. Era il figlio di Ulf Thorgilsson e di Estrid Svendsdatter, figlia di Sweyn I di Danimarca. È stato il primo re danese della dinastia degli Estridsen. Questa dinastia ha regnato sulla Danimarca nella discendenza maschile fino al 1375.

## Biografia

### Ascesa al trono
Sweyn o Svend nacque da Ulf Thorgilsson e Estrid Svendsdatter, figlia di re Sweyn I Barbaforcuta e sorella dei re Harald II e Canuto il Grande. Sweyn crebbe come condottiero militare e per un periodo servì il re Anund Jacob di Svezia. Nel 1040 saccheggiò l'area dell'Elba-Weser, ma fu catturato dall'arcivescovo di Amburgo-Brema, che lo rilasciò poco dopo.
Svend fu fatto jarl sotto il re danese Ardicanuto che era suo cugino, e guidò in suo nome una campagna contro la Norvegia, venendo però sconfitto dal re Magnus I. Quando Ardicanuto morì nel 1042, Magnus rivendicò il trono danese e fece Svend lo jarl dello Jutland. Nel 1043 Sweyn combatté per Magnus alla battaglia della brughiera di Lyrskov a Hedeby, vicino all'attuale confine tra Danimarca e Germania. Grazie alle sue imprese a Lyrskov, Sweyn ottenne una grande reputazione che indusse i nobili danesi a incoronarlo re a Viborg nello Jutland. Fu sconfitto da Magnus in più di un'occasione e dovette fuggire in Svezia. In seguito, riuscì a tornare e a stabilire un avamposto in Scania.
La guerra tra Magnus e Sweyn durò fino al 1045, quando lo zio di Magnus, Harald lo Spietato, fece ritorno in Norvegia dopo l'esilio. Harald e Sweyn si allearono e Magnus decise quindi di condividere il trono norvegese con suo zio. Nel 1047 Magnus morì, dopo aver ordinato in punto di morte che il suo regno fosse diviso: Harald avrebbe mantenuto il trono di Norvegia mentre Sweyn sarebbe diventato re di Danimarca. Dopo aver sentito della morte di Magnus, Sweyn disse: «Da ora, Dio m'aiuti, non cederò mai la Danimarca».

### Scontri con Harald lo Spietato
Harald, indisposto a lasciare la Danimarca, attaccò Sweyn, combattendo con lui una lunga guerra. Harald depredò Hedeby nel 1050 e poi anche Aarhus. Sweyn per poco non catturò Harald nel 1050, quando questi attaccò la costa dello Jutland e caricò le sue navi con merci e prigionieri. Quando la flotta di Sweyn raggiunse i norvegesi, Harald ordinò ai suoi di lasciare dietro le merci, immaginando che i danesi si fermassero per recuperarle. Tuttavia, Sweyn ordinò ai suoi uomini di continuare a inseguire Harald. A questo punto Harald decise di lasciare andare anche i prigionieri, e Sweyn decise di lasciare Harald scappare pur di salvarli. Sweyn rischiò di perdere la vita nella battaglia navale di Niså, combattuta al largo della costa di Halland nel 1062. Secondo le saghe, Harald sollecitò Sweyn a incontrarlo in una battaglia finale a Elv nella primavera del 1062. Quando Sweyn e l'esercito danese non si presentarono, Harald fece tornare in patria una gran parte del suo esercito, tenendo con sé solo i guerrieri più esperti della flotta. Quando Sweyn finalmente arrivò a incontrare Harald, la sua flotta contava trecento navi, rispetto alle centocinquanta norvegesi. Le flotte ingaggiarono lo scontro di notte, e la battaglia durò fino al mattino, quando i danesi iniziarono a scappare. Secondo le saghe, la vittoria norvegese è in gran parte da attribuire al conte Håkon Ivarsson, che distaccò le sue navi dai fianchi norvegesi e iniziò ad attaccare le navi indebolite sui fianchi danesi. Håkon potrebbe essere il capitano norvegese cui si riferisce Sassone Grammatico che invertì la rotta della battaglia a favore dei norvegesi.
Sweyn riuscì a scappare dalla battaglia e, raggiungendo la terra, si fermò alla casa di un contadino chiedendo qualcosa da mangiare. Il contadino diede poi al re un cavallo e Sweyn proseguì sulla via per la Selandia. Qualche tempo dopo, il contadino fu convocato e gli furono concesse delle terre come ringraziamento del servizio che fece al re; Sweyn aveva una reputazione per la generosità e la gentilezza che aiutò in varie occasioni a conquistare la fiducia della sua gente.
Harald rinunciò alla sua pretesa per la Danimarca nel 1064, a patto che Sweyn lo riconoscesse come Harald III di Norvegia. Successivamente Harald salpò in Inghilterra per rivendicare il trono inglese dopo la morte di Edoardo il Confessore, ma fu ucciso nella battaglia di Stamford Bridge.

### Consolidamento del potere

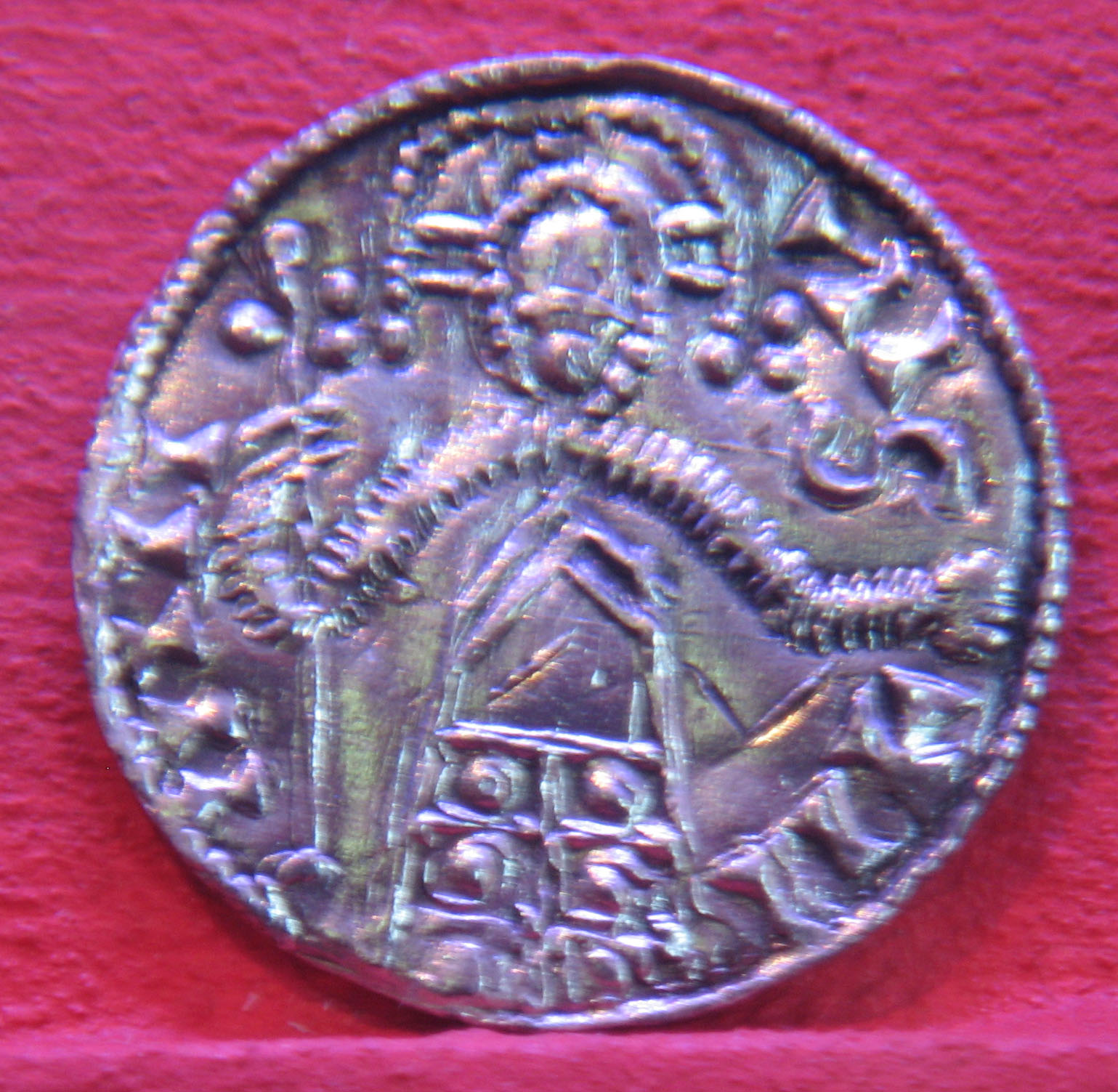
Moneta di Sweyn II.

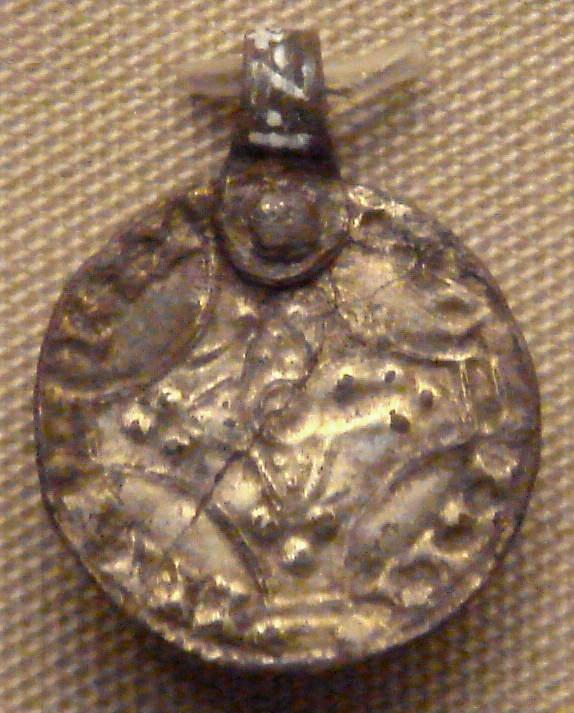
Pendente di Sven Estridson trovato a Mildenhall, Suffolk. British Museum.

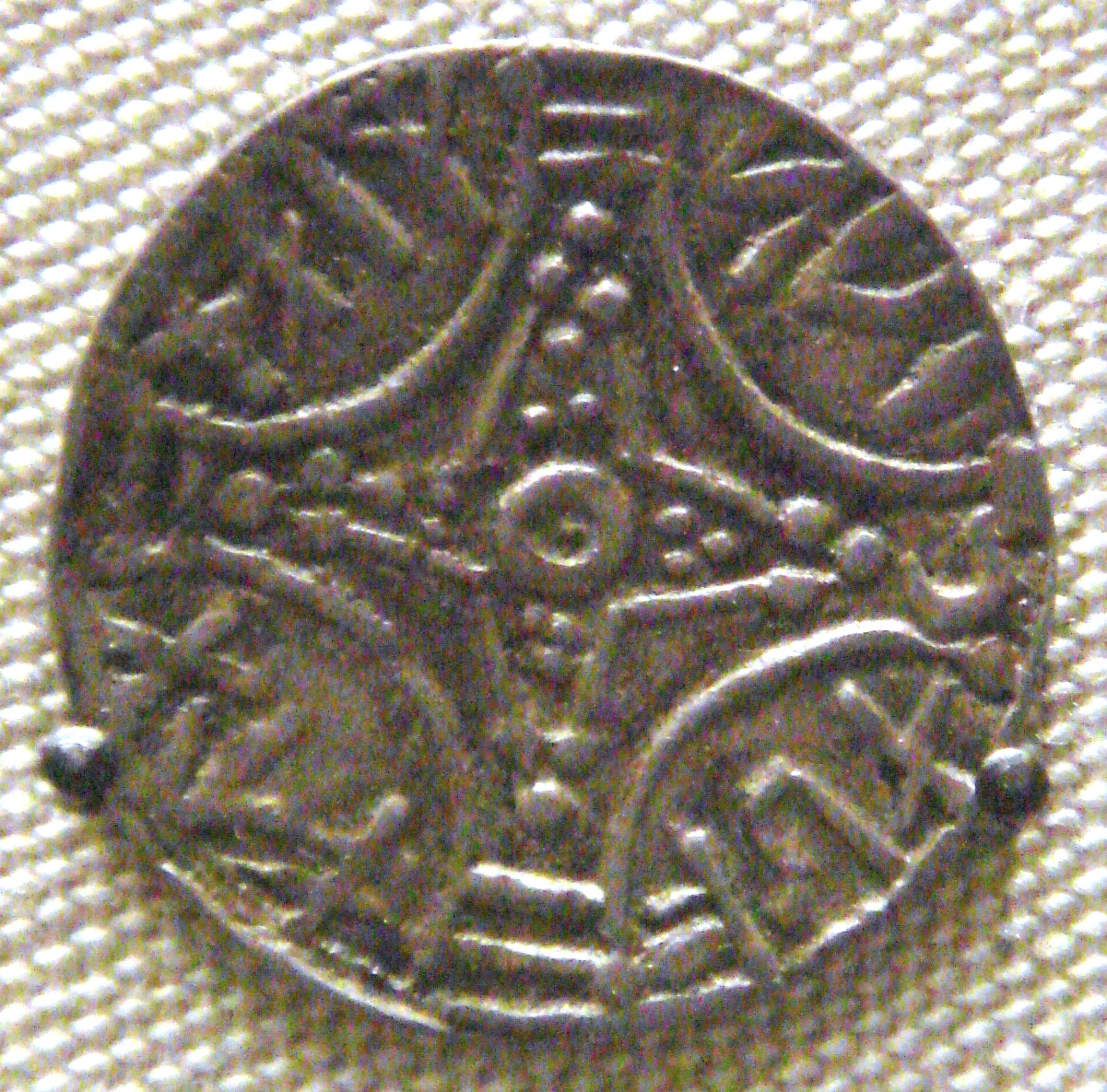
Moneta di Sven Estridson. British Museum.

Il legame tra Sweyn e il trono danese era dovuto alla madre, Estrid Svendsdatter, per cui scelse il matronimico Estridsson al fine di enfatizzare il suo legame con la casata reale danese. Coniò anche le sue monete.
Sweyn cercò di consolidare il suo potere forgiando legami con le potenze straniere e con la Chiesa, in particolare cercando di ottenere l'amicizia dei papi. Voleva che il suo figlio primogenito Knud Magnus fosse incoronato dal papa, ma morì durante il viaggio a Roma. Fece anche pressione affinché Aroldo Dente Azzurro, il primo re danese cristiano, venisse santificato, senza però riuscire nell'intento. Era alleato con l'imperatore Enrico III contro il conte Baldovino V di Fiandra nel 1049, e assistì suo genero Godescalco nella guerra civile dei Liutici del 1057.
Dopo l'uccisione di Harald III lo Spietato e la conquista normanna dell'Inghilterra da parte di Guglielmo il Conquistatore, Sweyn rivolse la sua attenzione verso l'isola britannica, un tempo governata da suo zio Canuto il Grande. Unendo le forze con Edgardo Atelingo, l'ultimo erede superstite della casata reale anglosassone, inviò un esercito per attaccare il re Guglielmo nel 1069, Tuttavia, dopo aver preso York, Sweyn accettò un danegildo da Guglielmo affinché tornasse in Danimarca e disertasse Edgardo, che fu costretto a tornare in esilio in Scozia. Sweyn tentò nuovamente nel 1074/1075, fallendo ancora.

### Rapporto con la chiesa
Sweyn temeva che l'arcivescovo Adalberto di Amburgo nominasse prelati tedeschi per ricoprire i massimi ranghi del clero danese, così portò dall'Inghilterra anglodanesi per tenere la chiesa danese indipendente. Sotto l'influenza di Sweyn, la Danimarca fu divisa in otto diocesi intorno al 1060. Impostò le diocesi donando grandi appezzamenti di terra, favorendo maggiormente la diocesi di Roskilde, siccome aveva un buon rapporto con il suo vescovo, Guglielmo (Vilhelm). Quando l'arcivescovo Adalberto morì nel 1072, Sweyn riuscì a trattare direttamente con la Santa Sede.
Fece portare in Danimarca studiosi per insegnare a lui e al suo popolo la lingua latina affinché potessero comunicare con il resto dell'Europa sullo stesso piano. Si racconta che Adamo da Brema viaggiò per incontrare questo colto re e tornò riservando un grande rispetto per la sua pazienza e per la sua saggezza.

### Morte
Il re Sweyn morì nella magione reale di Søderup, a 10 km a ovest di Åbenrå sullo stretto del Piccolo Belt. Sebbene cronache danesi facciano risalire la sua morte al 1074, è invece noto che ricevette e rispose a lettere nel 1075 e morì nel 1076. Il corpo del re fu portato alla cattedrale di Roskilde, dove venne seppellito dentro a un pilastro del coro vicino ai resti del vescovo Guglielmo morto nel 1074. Fu successivamente soprannominato il «padre dei re» perché cinque dei suoi quindici figli diventarono re della Danimarca.
Fu l'ultimo regnante vichingo della Danimarca e un antenato di tutti i re danesi successivi. Anche i resti degli altri re danesi furono sepolti nella cattedrale di Roskilde. Secondo la saga, anche la madre di Sweyn era stata sepolta lì, dentro un pilastro di fronte alla cappella. Tuttavia, le analisi del DNA mitocondriale rivelarono che questa persona non fosse la madre del re, poiché il DNA mitocondriale del re indicava l'aplogruppo H, HVR1 7028C.

## Ascendenza
|                       |                       |                     | Genitori |  |  | Nonni |  |  | Bisnonni |  |  | Trisnonni |  |
|                       |                       |                     |          |  |  |       |  |  | …        |  |  | …         |  |
|                       |                       |                     |          |  |  |       |  |  | …        |  |  | …         |  |
|                       |                       | …                   |          |  |  |       |  |  | …        |  |  |           |  |
| Thorgils Sprakalägg   |                       |                     |          |  |  |       |  |  | …        |  |  |           |  |
|                       |                       | …                   | …        |  |  |       |  |  |          |  |  |           |  |
|                       |                       | …                   | …        |  |  |       |  |  |          |  |  |           |  |
|                       |                       | …                   | …        |  |  |       |  |  |          |  |  |           |  |
| Ulf Thorgilsson       |                       | …                   |          |  |  |       |  |  |          |  |  |           |  |
|                       |                       | …                   | …        |  |  |       |  |  |          |  |  |           |  |
|                       |                       | …                   | …        |  |  |       |  |  |          |  |  |           |  |
|                       |                       | …                   | …        |  |  |       |  |  |          |  |  |           |  |
| …                     |                       | …                   |          |  |  |       |  |  |          |  |  |           |  |
|                       |                       | …                   | …        |  |  |       |  |  |          |  |  |           |  |
|                       |                       | …                   | …        |  |  |       |  |  |          |  |  |           |  |
|                       |                       | …                   | …        |  |  |       |  |  |          |  |  |           |  |
| Sweyn II di Danimarca |                       | …                   |          |  |  |       |  |  |          |  |  |           |  |
|                       | Aroldo I di Danimarca | Gorm il Vecchio     |          |  |  |       |  |  |          |  |  |           |  |
|                       | Aroldo I di Danimarca | Gorm il Vecchio     |          |  |  |       |  |  |          |  |  |           |  |
|                       | Aroldo I di Danimarca | Thyra               |          |  |  |       |  |  |          |  |  |           |  |
| Sweyn I di Danimarca  | Aroldo I di Danimarca |                     |          |  |  |       |  |  |          |  |  |           |  |
|                       |                       | Tova degli Obodriti | Mstivoj  |  |  |       |  |  |          |  |  |           |  |
|                       |                       | Tova degli Obodriti | Mstivoj  |  |  |       |  |  |          |  |  |           |  |
|                       |                       | Tova degli Obodriti | …        |  |  |       |  |  |          |  |  |           |  |
| Estrid Svendsdatter   |                       | Tova degli Obodriti |          |  |  |       |  |  |          |  |  |           |  |
|                       |                       | …                   | …        |  |  |       |  |  |          |  |  |           |  |
|                       |                       | …                   | …        |  |  |       |  |  |          |  |  |           |  |
|                       |                       | …                   | …        |  |  |       |  |  |          |  |  |           |  |
| Gunhildr di Venedia   |                       | …                   |          |  |  |       |  |  |          |  |  |           |  |
|                       |                       | …                   | …        |  |  |       |  |  |          |  |  |           |  |
|                       |                       | …                   | …        |  |  |       |  |  |          |  |  |           |  |
|                       |                       | …                   | …        |  |  |       |  |  |          |  |  |           |  |
|                       |                       | …                   |          |  |  |       |  |  |          |  |  |           |  |